# Alzamiento de yunque

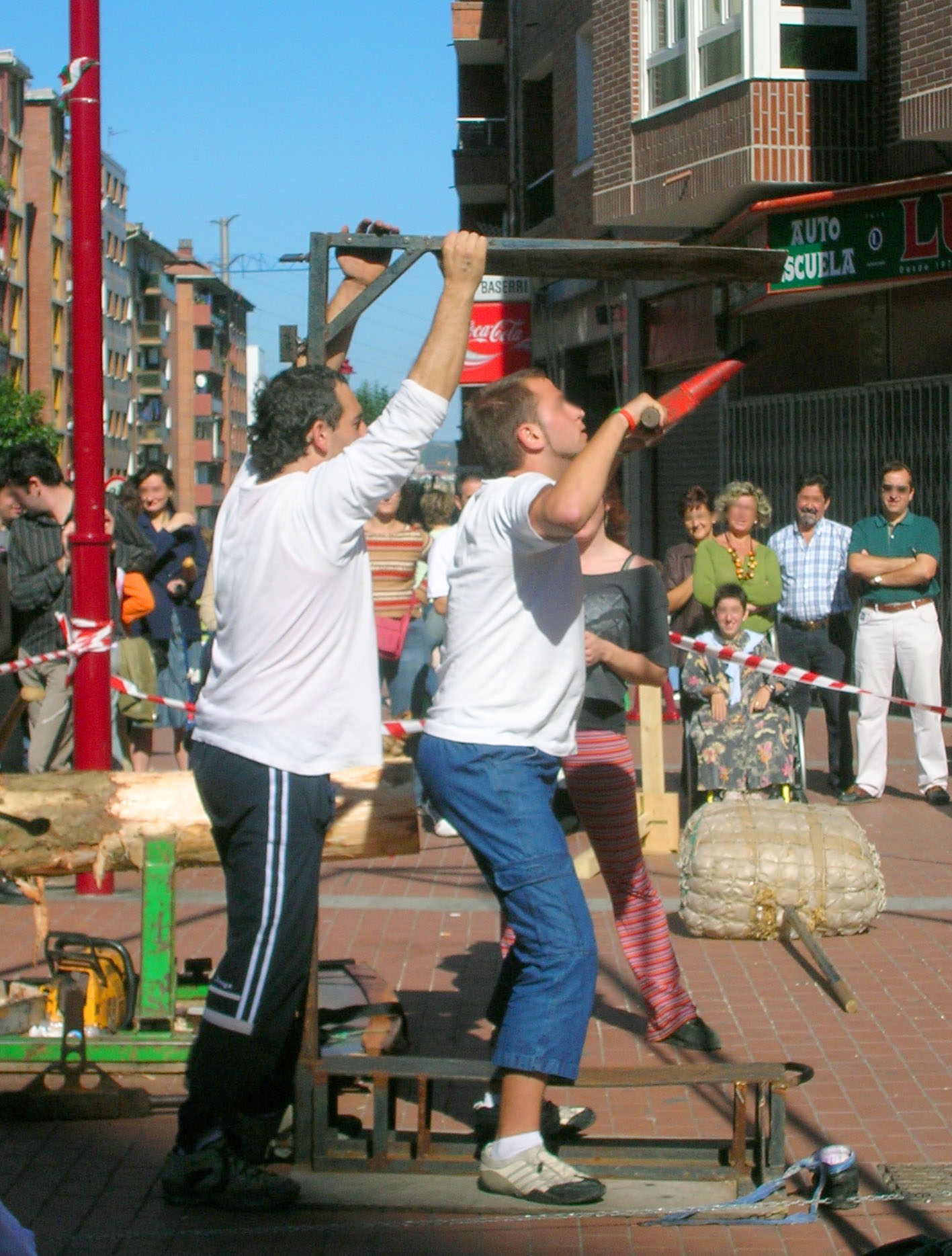
Prueba de alzamiento de yunque en Baracaldo (Vizcaya).

El Alzamiento o Levantamiento de yunque (en euskera Ingude altxatzea, en francés lever d’enclume) es un deporte rural vasco. 
Es uno de los denominados Juegos de Iparralde, modalidades deportivas del deporte rural vasco, que tienen su origen y una mayor tradición en el País Vasco Francés.

## Historia
El yunque es una herramienta de uso común en las herrerías y las forjas. Los herreros tenían antiguamente la costumbre de acarrear sobre sus espaldas los yunques cuando se desplazaban de un lugar a otro a realizar algún trabajo (por ejemplo herrar un caballo o un animal de tiro). De igual forma que otras herramientas de uso laboral como el hacha o la guadaña se transformaran en vehículo para el cruce de apuestas y desafíos en los que medir la fuerza y resistencia de los contendientes; en el País Vasco Francés se comenzaron a utilizar yunques como elemento para medir la fuerza entre herreros y agricultores.
Aunque antiguamente los desafíos incluían el levantamiento de yunques grandes y pesados, esa práctica ha desaparecido y el actual deporte consiste en levantar un yunque de dimensiones y peso relativamente pequeños de forma repetitiva desde una base hasta una altura prefijada situada sobre la cabeza del deportista. Esta modalidad deportiva se originó en el País Vasco Francés donde tiene mayor tradición. Desde ahí se extendió en dirección sur hacia la parte española de Euskal Herria, a igual que otros juegos y deportes conocidos colectivamente como Juegos de Iparralde. 

### Elementos de la prueba
El yunque reglamentario utilizado en las pruebas de competición pesa 18 kg. Sus dimensiones son de 320+/- 20 mm de altura y 600 +/-20 mm de longitud. Los agarraderos son lisos tienen un diámetro aproximado de 40mm y una longitud mínima de 160 mm. Los agarrederos suelen estar forrados de goma. En las pruebas femeninas el peso del yunque suele ser inferior, 10 kg.
La estructura que se utiliza para las pruebas suele ser en forma de "U". Un poste vertical sostiene la visera, plancha metálica superior de forma rectangular hasta la que se debe alzar el yunque. La visera puede ajustarse a diferente altura y suele colocarse 30 cm por encima de la cabeza del deportista. Las dimensiones de la visera también están reglamentadas. Debe tener medio metro de largura mínima y 400 mm (+ - 10 mm.) de ancho. 
La base desde la que hay que levantar el yunque se coloca paralela a la visera. Es un rectángulo de madera maciza de 1m de largo y 20 cm de ancho. Suele tener una altura de 20 cm desde el suelo. La parte superior de la base suele estar cubierta de una plancha de acero en forma de U de 50 cm de largo, 20 cm de ancho y 1 cm de grosor. La distancia desde el poste hasta la punta de la base es de 1m.

### Desarrollo del deporte
En los campeonatos el tiempo de competición suele estar prefijado en 1 minuto y 30 segundos. Durante ese tiempo el deportista debe realizar el mayor número de alzadas posibles. Gana el competidor que obtiene un mayor número de alzadas y en caso de empate se proclama vencedor al competidor que haya actuado en primer lugar. En Sola la tradición marca que se repita la prueba en un plazo menor de tiempo para romper el empate. El participante puede agarrar el yunque tanto lateral como frontalmente. 
Para que una alzada sea válida el deportista debe levantar el yunque desde la base hasta la visera. Solo si golpea ambos elementos la alzada se contabiliza como válida. La alzada se contabiliza como válida en el momento que se golpea la placa superior.
Generalmente el deportista suele contar con un ayudante, que no puede tocar al deportista durante la prueba y que suele sujetar la plataforma. Está estrictamente prohibida la utilización de resina o de cualquier otro producto que favorezca el agarre en las manos.
En algunos campeonatos se han llegado a realizar más de 90 alzadas (1 por segundo). El récord de Navarra lo tiene Xabier Sein con 93 alzadas.
El récord lo tiene Jose Lapazaran (Vizcayno) con 100 golpes en 1 minuto y 30 segundos. 

En exhibiciones las condiciones pueden variar respecto a las de las competiciones oficiales.
La técnica del levantamiento de yunque exige mantener la espalda recta en la medida de lo posible y realizar la fuerza con las piernas.